# J. Safra Sarasin
Pour les articles homonymes, voir Safra et Sarasin.
 (mars 2025).
L'article doit être relu — et modifié si nécessaire — par des contributeurs indépendants pour apporter un regard critique aux contributions effectuées en violation des conditions d'utilisation de Wikipédia, tant sur la forme (notamment concernant le style encyclopédique, la proportionnalité) que sur le fond (la neutralité de point de vue, la qualité et l'indépendance des sources).
J. Safra Sarasin (anciennement Bank Sarasin & Co. Ltd) est une banque privée suisse, fondée en 1841 et dont le siège est situé à Bâle, en Suisse. Elle est actuellement détenue par le groupe brésilien J. Safra Group. La banque a pris sa forme actuelle en 2013, lorsque Safra Group a acquis Bank Sarasin & Co. Ltd, la fusionnant avec sa filiale Bank Jacob Safra Switzerland,.
J. Safra Sarasin offre des services de conseil en investissement et de gestion d’actifs pour des clients privés et institutionnels, ainsi que des fonds d’investissement. La banque propose également des services supplémentaires en investissement, en finance d’entreprise et en analyse financière.
L’entreprise a été cotée à la Bourse suisse SIX de 1987 à 2013, avant d’être acquise par le Safra Group.

## Histoire
Fondée le 20 février 1841 sous le nom de Riggenbach & Cie par Johannes Riggenbach-Huber, fils d’un ouvrier d’une usine de rubans à Bâle qui était devenu associé au sein de la banque Ehinger & Cie, l’entreprise était à l’origine dédiée au commerce, au transport maritime et à la banque. Après deux ans, son fils Frederick Riggenbach rejoint l’entreprise, qu’il dirigea après la mort de Johannes Riggenbach en 1860. En 1876, la banque avait prospéré et était entrée en bourse à la Bourse de Bâle.
Le 1er janvier 1900, Alfred Sarasin-Iselin racheta l’entreprise à Fritz Riggenbach et fonda la société en commandite A. Sarasin & Cie avec Arthur Streichenberg-Mylius, donnant ainsi son nom à l’établissement Sarasin. Sous cette direction, la Banque Sarasin devint l’une des banques privées les plus prestigieuses et les plus anciennes du marché financier suisse.
De 1954 à 2005, Emanuel Sarasin, petit-fils d’Alfred Sarasin-Iselin, dirigea la banque. Il fut également président de l’Association des banquiers suisses de 1965 à 1986. En 1987, l’entreprise devint une société anonyme, sous le nom de Bank Sarasin & Cie. En 2002, elle se transforma en société par actions, le groupe néerlandais Rabo prenant une participation et des options pour en acheter davantage. Ce dernier exerça ces options à la fin de l’année 2006, détenant alors 46,1 % du capital et 68,6 % des droits de vote. Rabobank Suisse fut ensuite rachetée par Safra le 25 novembre 2011.
Fin juin 2012, Safra Holding détenait déjà 50,15 % du capital social et 71,01 % des droits de vote. En octobre 2012, Safra acquit davantage d’actions par le biais d’une offre publique, atteignant ainsi 99,47 % des droits de vote. Safra annula ensuite les actions restantes détenues par le public en avril 2013, procédant ainsi au retrait de la banque de la Bourse suisse SIX. Dans le cadre de la fusion entre Bank Sarasin et Bank Jacob Safra Switzerland pour former Bank J. Safra Sarasin AG, la banque annonça le 27 mai 2013 que Edmond Michaan, ancien directeur général de Bank Jacob Safra, remplacerait Joachim H. Straehle en tant que CEO de Sarasin.
La banque est condamnée en 2017 à verser 45 millions d'euros de dédommagement au propriétaire de la chaîne allemande de drogueries Müller. Son client lui reprochait d'avoir fourni de mauvais conseils d'investissements, et des pratiques d'optimisation fiscale via le Luxembourg.
En mars 2025, la banque privée J. Safra Sarasin a annoncé l’acquisition de 70 % du capital de la banque danoise de trading en ligne Saxo Bank. Le montant exact de la transaction n’a pas été dévoilé, mais il est estimé à 1,15 milliard de francs suisses. Saxo Bank, qui gère 118 milliards de dollars d’actifs, continuera à opérer de manière autonome, tout en mettant sa plateforme technologique à disposition des clients de J. Safra Sarasin.
Cette acquisition s’inscrit dans une stratégie de diversification et d’innovation pour la banque bâloise, qui vise à intégrer davantage de technologie dans ses services de gestion de fortune. Avec cet achat, J. Safra Sarasin élargit sa clientèle, en ciblant non seulement les investisseurs institutionnels et fortunés, mais aussi des clients plus actifs sur les marchés financiers.
Avant cette acquisition, Saxo Bank était détenue majoritairement par le conglomérat chinois Geely et le groupe financier finlandais Mandatum, qui ont vendu leurs parts respectivement pour environ 304 millions de francs et 319 millions d’euros. En 2024, Saxo Bank a généré un chiffre d’affaires de 600 millions de francs et un bénéfice net de 130 millions de francs.
Avec cette opération, J. Safra Sarasin renforce sa présence sur le marché du trading en ligne, tout en consolidant son positionnement dans la gestion de fortune à l’échelle internationale.